# Gran Derby Nacional
Gran Derby Nacional é uma corrida de galope plano em 2400 metros (1 milha e meia) na pista de areia do Hipódromo de Monterrico, em Lima,Peru  , sendo a mais importante competição de turfe peruana . Destinada a thoroughbreds de 3 anos, é uma etapa da Quádrupla Coroa do turfe peruano (é a terceira prova das quatro que fazem parte deste troféu).

## Data da competição
Última semana de novembro ou início de dezembro de cada ano

## Histórico
Iniciou em 1903, no Hipódromo de Santa Beatriz Em 1940 passou ao Hipódromo de San Felipe.  Em 1961 ao Hipódromo de Monterrico.
O jóquei que venceu mais vezes foi Antonio Vásquez , que obteve 7 triunfos (em 1951, 1953, 1956, 1957, 1959 e 1960).

### Resultados
| Ano  | Vencedor        | Jóquei                 | Treinador              | Proprietário      |
| 2013 | Camilín Camilón | Martín Chuan           | Juan Suarez Villarroel | Cateluca          |
| 2012 | Kung Fu Mambo   | Carlos Javier Herrera  | Arturo Morales         | Doña Licha        |
| 2011 | Fly Lexis Fly   | Carlos Javier Herrera  | Arturo Morales         | Doña Licha        |
| 2010 | Fahed Jr        | Edwin Talaverano       | Félix Banda]]          | Stud Soribel      |
| 2009 | Koko Mambo      | Carlos Javier Herrera  | Juan Suarez Villarroel | Stud Black Label  |
| 2008 | Lady Shatzi     | Ivan Quispe            | Sabino Arias           | Stud Altamar      |
| 2007 | Tomcito         | Benjamín Cacha Padilla | Juan V. Suárez         | Stud Jet Set      |
| 2006 | Muller          | Victor Fernandez       | Augusto Olivares       | Stud El Catorce   |
| 2005 | Fletcher        | Carlos Trujillo        | Jorge Salas            | Myrna             |
| 2004 | Nicolas         | Juan R. Torres         | Jorge Toutín           | Stud Thani        |
| 2003 | La Sami         | Carlos Hernández       | Juan V. Suárez         | H. Rancho Fátima  |
| 2002 | Kiana           | Edwin Talaverano       | Félix Banda            | Gloria            |
| 2001 | Shawshank       | Benjamín Cacha Padilla | Carlos Gastañeta       | T.K.              |
| 2000 | Sharaf          | Renzo Morales          | Félix Banda            | R.W.K.            |
| 1999 | Batuka          | Pablo Falero           | Carlos Gastañeta       | Jones-Falhgren    |
| 1998 | Grozny          | David Cora             | Fernando Chang         | Temsa             |
| 1997 | Capitan Garfio  | José Sierra            | Jaime Fuchs            | Haras Santa María |
| 1996 | Kamel           | Manuel Aguilar         | Miguel Drago           | Temsa             |
| 1995 | Quicklift       | David Cora             | Carlos Gastañeta       | Carl J            |
| 1994 | Janfranco       | Luis Ranilla           | Camilo Traverso        | Gina              |
| 1993 | Tia Gigi        | Pedro Cerón            | Camilo Traverso        | Angela Silvia     |
| 1992 | Stash           | Adolfo Morales         | Eduardo Pianezzi       | Azul Marino       |
| 1991 | Musicale        | Christian Aragón       | Juan Arriagada         | Haras Santa María |
| 1990 | Mary July       | Luis Gonzáles          | Augusto Soto           | Gina              |
| 1989 | That Police     | E. Herrera             | Miguel Salas II        | Los Haras         |
| 1988 | El Duce         | Yuri Yuranga           | Jorge Salas            | San Miguel        |
| 1987 | Clochard        | M. Becerra             | Alfonso Arias          | FFLV              |
| 1986 | Mi Colorao      | Arturo Morales         | J. Morales             | Mi Laurita        |
| 1985 | Ophyusca        | Luis Gonzáles          | Jorge Salas            | Linhanyen         |
| 1984 | Galeno          | Pedro Cerón            | Luis Melgar            | Nancy             |
| 1983 | Furioso         | P. Mendoza             | Miguel Arteta          | Delta             |
| 1982 | Piggot          | Aníbal Prado           | Miguel Arteta          | San Juan          |
| 1981 | Don Ramón       | Melanio Rojas          | Juan V. Suárez         | Notre Dame        |
| 1980 | Lady Embassy    | Arnaldo Unsihuay       | Juan Suárez            | Santa Marina      |
| 1979 | Vaduz           | Gonzalo Rojas          | José Valenzuela        | Couet             |
| 1978 | Morada Y Oro    | Guillermo Herrera      | Juan Suárez            | Moradito          |
| 1977 | Profesor        | Juan Castellanos       | A. Miranda             | Salva             |
| 1976 | Le Vodkatine    | Arturo Morales         | Juan Suárez            | Barlovento        |
| 1975 | Asombro         | Antonio Aburto         | Juan Suárez            | Monty             |
| 1974 | Primero de Mayo | José Valdivia          | Juan Suárez            | Barlovento        |
| 1973 | Santorín        | Arturo Morales         | Juan Suárez            | Barlovento        |
| 1972 | Rascal          | Arturo Morales         | Luis Palma             | Recta Final       |
| 1971 | Rafael          | Sergio Vera            | C. Pianezzi            | Tania             |
| 1970 | Palatino        | Gonzalo Rojas          | Juan Suárez            | Barlovento        |
| 1969 | Tabasco         | Jaime Garrido          | M. Acevedo             | San Martín        |
| 1968 | Trastévere      | Sergio Vera            | Juan Suárez            | Barlovento        |
| 1967 | Tanino          | Ricardo Cárdenas       | A. Cano                | Emilito           |
| 1966 | Arrabal         | Ricardo Cárdenas       | Erasmo Quiñones        | Ica               |
| 1965 | Fusión          | C. Farmer              | C. Pianezzi            | San Esteban       |
| 1964 | Giuglio         | Luis Alberto Díaz      | Segundo Saravia        | Austria           |
| 1963 | Polaris         | J. Valdivia            | A. Salas               | Barlovento        |
| 1962 | Daré            | M. Mendoza             | E. Gastaldo            | Sin Ruido         |
| 1961 | Kores           | C. Rojas               | E. Hernández II        | Manolo            |
| 1960 | Pérfida         | Antonio Vásquez        | Ambrossio Malnatti     | Quaker State      |
| 1959 | Pamplona        | Antonio Vásquez        | Ambrossio Malnatti     | Quaker State      |
| 1958 | Ruby Silver     | J. Atala               | Juan Fuentes           | Morococha         |
| 1957 | Perigord        | Antonio Vásquez        | Ambrossio Malnatti     | Quaker State      |
| 1956 | Pencil          | Antonio Vásquez        | Ambrossio Malnatti     | Quaker State      |
| 1955 | Río Pallanga    | Antonio Marchesini     | A. Hernández           | Antonio Chopitea  |
| 1954 | Pirulín         | R. Salazar             | Ambrossio Malnatti     | Pasamayo          |
| 1953 | Sherbet         | Antonio Vásquez        | Ambrossio Malnatti     | Quaker State      |
| 1952 | Alí Khan        | Luis Alberto Díaz      | A. Echevarría          | Victoria          |
| 1951 | Chantilly       | Antonio Vásquez        | R. Castelli            | Sans Souci        |
| 1950 | Llanero         | Antonio Vásquez        | Segundo Saravia        | Los Criollos      |
| 1949 | Pavero          | Luis Alberto Díaz      | Ambrossio Malnatti     | Pasamayo          |
| 1948 | Imperio *       | Alfonso Carbonell      | Manuel Castelli        | Blue White        |
| 1948 | Daiquirí *      | A. Poblete             | Roberto Castelli       | Cuba              |
| 1947 | Premier         | Juan Luis Díaz         | C. Gonzales            | Alcatraz          |
| 1946 | Superior        | Juan Luis Díaz         | Juan Fuentes           | Tradiciones       |
| 1945 | Ripley          | Alfonso Carbonell      | R. Ferrando            | Reunión           |
| 1944 | Monona          | H. Herrera             | J. Torres              | Cuzco             |
| 1943 | Gran Dama       | Alfonso Carbonell      | A. Ávila               | Huascarán         |
| 1942 | El vino         | J. Bravo               | E. Hernández           | Los Andrés        |
| 1941 | Pulgarín        | O. Ulloa               | Santiago Ferrando      | El Látigo         |
| 1940 | Partícula       | E. Canales             | Santiago Ferrando      | El Látigo         |
| 1939 | Corday          | Juan Luis Díaz         | Segundo Saravia        | Santa Bárbara     |
| 1938 | Berolina        | J. Bravo               | Juan Fuentes           | Sajonia           |
| 1937 | Saboya          | Isaías Gonzáles        | J. Torres              | Italia            |
| 1936 | Don Manuel      | Ceferino Gonzáles      | F. Lara                | Pisco             |
| 1935 | Rocketeer       | Ceferino Gonzáles      | D. Vial                | Santa Catalina    |
| 1934 | La Viña         | L. Fuentes             | A. Fernández           | San Isidro        |
| 1933 | Don Augusto     | L. Fuentes             | A. Ávila               | Victoria          |
| 1932 | Cirano III      | Ceferino Gonzáles      | J. Herrera             | Constancia        |
| 1931 | Travieso        | J. Orellana            | Santiago Ferrando      | Teresita          |
| 1930 | Zelim           | Ceferino Gonzáles      | J. Pianezzi            | Eclipse           |
| 1929 | Lucifer         | A. Silva               | Santiago Ferrando      | Alianza           |
| 1928 | Aramis          | Ceferino Gonzáles      | J. Pianezzi            | Miraflores        |
| 1927 | Primorosa       | Juan Orellana          | V. Castro              | Don Ventura       |
| 1926 | Golpe           | E. Terán               | Santiago Ferrando      | Alianza           |
| 1925 | Misterio        | Isaías Gonzáles        | Ambrossio Malnatti     | Versalles         |
| 1924 | Irlandés        | Isaías Gonzáles        | A. Rodríguez           | La Granja         |
| 1923 | Fiorina         | J. Ferrea              | P. Bagú                | Omega             |
| 1922 | Carmela         | I. Gonzáles            | V. Castro              | Porte Bonheur     |
| 1921 | Céfiro          | Juan Orellana          | Santiago Ferrando      | Alianza           |
| 1920 | Altanero        | A. Solís               | Ambrossio Malnatti     | Lima              |
| 1919 | Peruano         | P. Costa               | R. Gómez               | Latino            |
| 1918 | La beata        | José Herrera           | Carlos Lara            | Porte Bonheur     |
| 1917 | Ruso            | J. Castro              | A. Casella             | Latino            |
| 1916 | Revoltoso       | F. Muñoz               | Carlos Lara            | Porte Bonheur     |
| 1915 | Hércules        | Isaías Gonzáles        | Foción Mariátegui      | Oasis             |
| 1914 | Alarmista       | Isaías Gonzáles        | E. Bermúdez            | Rienzi            |
| 1913 | Pekín           | J. Orellana            | E. Bermúdez            | Rienzi            |
| 1912 | Sereno          | S. Ryan                | A. Coloma              | Lima              |
| 1911 | Demócrata       | F. Muñoz               | Carlos Lara            | Porte Bonheur     |
| 1910 | Pisco           | J. Contreras           | P. Longori             | Cayaltí           |
| 1909 | Argentina       | J. Contreras           | P. Longori             | Cayaltí           |
| 1908 | Turf            | A. Díaz                | R. Díaz                | Cayaltí           |
| 1907 | Bridge          | F. Muñoz               | D. Casella             | Cayalti           |
| 1906 | Rienzi          | Luis Benites           | J. Ramsing             | Alianza           |
| 1905 | Troya II        | Frank Gutiérrez        | J. Ramsing             | Alianza           |
| 1904 | Año Nuevo       | Luis Benites           | Luis Zavala            | Peruano           |
| 1903 | Mizpah          | Luis Benites           | Carlos Zárate          | Mizpah            |

* Em 1948 houve um  dead heat pela primeira vez.